# Un poble i el seu rei
Un poble i el seu rei (títol original en francès, Un peuple et son roi) és una pel·lícula francesa del 2018 escrita i dirigida per Pierre Schoeller. És protagonitzada per Adèle Haenel, Gaspard Ulliel, Laurent Lafitte i Louis Garrel, i mostra la Revolució Francesa a París des de l'assalt de la Bastilla fins a l'execució del rei. La pel·lícula es va projectar per primer cop fora de competició al 75è Festival Internacional de Cinema de Venècia el 7 de setembre de 2018. Es va estrenar a França a càrrec d'StudioCanal el 26 de setembre de 2018. S'ha subtitulat al català.